# J. J. 데이비스
J. J. 데이비스(J. J. Davis, 본명: 제리 C. "J. J." 데이비스, Jerry C. "J. J." Davis, 1978년 10월 25일 ~ )는 전 메이저 리그 베이스볼 외야수이다. 피츠버그 파이어리츠와 워싱턴 내셔널스에서 메이저 리그 수준으로 4시즌 동안 뛰었다. 1997년 메이저 리그 베이스볼 드래프트에서 1라운드(8순위)로 파이리츠에 지명되었다. 데이비스는 1997년 루키 리그 GCL 파이리츠에서 첫 프로 시즌을 보냈고, 2005년 콜로라도 로키스의 트리플 A 클럽인 콜로라도 스프링스 스카이삭스에서 마지막 프로 시즌을 보냈다. 데이비스는 볼드윈 파크 고등학교에 다녔다.